# 史蒂芬森灣
67°20′S 59°8′E / 67.333°S 59.133°E
史蒂芬森灣（英語：Stefansson Bay）是南極洲的海灣，位於肯普地，處於洛角和福爾德島之間，寬16公里，以極地探險家命名，現時由南極條約體系管理。